# Сконто (экономика)
Ско́нто (итал. sconto «скидка») — скидки, предоставляемые за оплату наличными или за досрочное осуществление платежей по сравнению с условиями договора. Хотя сконто и называется скидкой, но это определение обманчиво, так как скидка даётся не наличными, а растягивается по льготному сроку на период проведения платежей.
Процент, указанный в скидке, является ставкой дисконта.

## Основа сконто
Основой сконто является общий объём продаж (с НДС) или чистых продаж (без НДС). По многим параметрам сконто является эффективной формой скидок. Основа для скидок определяется не обязательно по счетам-фактурам, а, в продажах, часто по доле материальных затрат. При этом учёт производственных затрат и расходов на заработную плату по счетам-фактурам «может» быть не взят во внимание при расчёте размера скидки, но это просто частные случаи и они не имеют системы. При расчёте сконто также учитывается размер свободных оборотных средств. Они также могут быть указаны в счёте-фактуре.

## Ставка дисконтирования
Ставка дисконтирования, как правило, составляет 2-3%. Она может быть постоянной или изменяющейся. Размер изменяющейся ставки сконто может зависеть от сезона, и чем выше ставка, тем короче льготный период. Примером такого могут служить условия платежей немецкой текстильной промышленности в случае образования картеля. В сочетании с этим платежи совершаются следующим образом: в течение 10 дн. с 4% сконто, или с 11 по 30 дн. с 2,25% сконто, или с 31 по 60 дн. без сконто.